# Суперкорень
В математике суперко́рень — это одна из двух обратных функций тетрации.
Так же как возведение в степень имеет две обратных функции (корень и логарифм), так и тетрация имеет две обратных функции: суперкорень и суперлогарифм. Это обусловлено некоммутативностью гипероператора при {\displaystyle N>2}.
Суперкорень не является элементарной функцией.

## Определение
Для любого неотрицательного целого числа {\displaystyle n\geqslant 0} суперкорень {\displaystyle n}-ой степени из {\displaystyle a>0} можно определить, как одно из решений уравнения:
{\displaystyle {}^{n}x=a}.

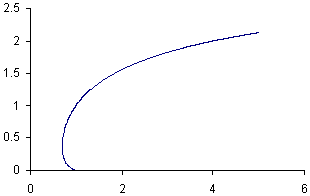
График функции суперкорня второй степени

Суперкорень — неоднозначная функция. 
Так при {\displaystyle n=2} и  {\displaystyle e^{-{\frac {1}{e}}}\leqslant a<1} уравнение вида  {\displaystyle {}^{2}x=a} имеет два суперкорня из {\displaystyle a}, причём оба они будут положительны и меньше {\displaystyle 1}.
Эта двойственность значений объясняется тем, что функция {\displaystyle f(x)={}^{n}x} немонотонна.
Суперкорень не всегда можно извлечь даже из положительного числа, что является следствием наличия у функций вида {\displaystyle f(x)={}^{n}x} глобального минимума. Например, при {\displaystyle n=2} производная функции {\displaystyle f(x)={}^{2}x} имеет одну точку экстремума {\displaystyle x={\frac {1}{e}}}, из-за чего нахождение значений суперкорня второй степени из {\displaystyle x} при {\displaystyle 0<x<{\biggl (}{\frac {1}{e}}{\biggr )}^{\frac {1}{e}}} становится невозможным (см. график).

## Примеры
Примеры извлечения суперкорня из положительного действительного числа:
- Суперкорень четвёртой степени из 65536 равен 2, так как {\displaystyle 2^{2^{2^{2}}}=65536;}
- Суперкорень второй степени из 27 равен 3, так как {\displaystyle 3^{3}=27;}
- Суперкорень второй степени из {\displaystyle {\frac {\sqrt {2}}{2}}} имеет два значения: {\displaystyle {\frac {1}{2}}} и {\displaystyle {\frac {1}{4}}}, так как {\displaystyle {\biggl (}{\frac {1}{4}}{\biggr )}^{\frac {1}{4}}={\biggl (}{\frac {1}{2^{2}}}{\biggr )}^{\frac {1}{4}}={\biggl (}{\frac {1}{2}}{\biggr )}^{2\times {\frac {1}{4}}}={\biggl (}{\frac {1}{2}}{\biggr )}^{\frac {1}{2}}={\frac {\sqrt {2}}{2}}.}

## Суперкорень второй степени и функция Ламберта
Функция суперкорня второй степени выражается через W-функцию Ламберта. 
А именно решением уравнения {\displaystyle x^{x}=a} является
{\displaystyle \mathrm {ssrt} (a)=e^{W(\mathrm {ln} (a))}}.
Так как функция Ламберта {\displaystyle W(z)} является многозначной функцией на интервале {\displaystyle (-{\frac {1}{e}},0)}, то и извлечения суперкорня второй степени является неоднозначной на {\displaystyle (e^{-1/e},1)}.

## Открытые проблемы
- Ни для какого целого {\displaystyle n>3} неизвестно, является ли корень уравнения {\displaystyle {}^{n}x=2} рациональным, алгебраическим иррациональным или трансцендентным числом.